# Claustrale Gründung
Als claustrale Gründung bezeichnet man in der Myrmekologie den Vorgang, bei dem eine Ameisenkönigin eine Kolonie neu und selbständig gründet. Nach der Paarung wirft sie ihre Flügel ab, vergräbt sich in einer Gründungskammer und verschließt diese. Dort legt sie die ersten Eier, aus denen sich dann Larven, Puppen und später Arbeiterinnen entwickeln. Dabei zieht die Königin die Reserven für die Aufzucht der Larven aus ihrem Körper, indem sie Flugmuskulatur und Fettkörper (Fetteinlagerungen in der Gaster) abbaut. So konnte unter Labor-Bedingungen beobachtet werden, dass eine gründende Camponotus-Königin bis zu 1 ¼ Jahre ohne Nahrungsaufnahme überleben kann. Mit den ersten Arbeiterinnen wird die Kammer geöffnet, und sie verlassen das Nest zur Nahrungsaufnahme. Bei claustraler Gründung sind immer die Arbeiterinnen merklich kleiner als die Königinnen, welche niemals selbständig Nahrung suchen müssen. Die erste Generation, die in der Gründungskammer ohne Nahrungsaufnahme produziert wird, ist oft besonders klein („nanitics“). 
Claustrale Gründung tritt nur bei Arten der artenreichen Ameisen-Unterfamilien Dolichoderinae, Formicinae und Myrmicinae (und möglicherweise bei Aneuretus simoni, der einzigen rezenten Art der Aneuretinae) auf. Einige Gattungen der genannten Unterfamilien sind aber, offenbar sekundär, wieder zur semiclaustralen Gründung übergegangen.
Die semiclaustrale Gründung verläuft ähnlich, nur dass die Königin während der Gründungsphase das Nest zur Nahrungsaufnahme verlässt. Bei Arten mit semiclaustraler Gründung haben die Königinnen weniger Reserven und sind auch kleiner als bei claustral gründenden Arten.